# Knislinge
Knislinge is de grootste plaats van de gemeente Östra Göinge in het Zweedse landschap Skåne en de provincie Skåne län. Het is echter niet de hoofdplaats van deze gemeente. De plaats heeft 3016 inwoners (2005). En een oppervlakte van 274 hectare.
De stad Kristianstad ligt zo'n twintig kilometer ten zuiden van het dorp. De directe omgeving van Knislinge bestaat uit zowel landbouwgrond als bos, ook loopt de rivier de Helge å iets ten oosten van Knislinge.
In Knislinge ligt de kerk Knislinge kyrka deze kerk stamt uit de 13de eeuw. Twee kilometer ten westen van Knislinge ligt het kasteel Vanås slott waarvan de oudste delen uit de 15de eeuw stammen. Bij het kasteel bevindt zich Beeldenpark Slott Vanås met meer dan veertig beeldhouwwerken en installaties van internationale, hedendaagse kunstenaars.

## Verkeer en vervoer
Bij de plaats loopt de Riksväg 19 en er loopt een spoorweg door de plaats.